# Horatio Brown
Horatio Robert Forbes Brown (Nizza, 16 febbraio 1854 – Belluno, 19 agosto 1926) è stato uno storico britannico.

## Vita
Pochi anni dopo la nascita si trasferì a Bristol con la madre rimasta vedova. Nel 1885 lasciò il Regno Unito e si stabilì definitivamente a Venezia, sempre con sua madre, occupandosi di studi topografici e storici di quella città.
A Venezia conobbe Giacomo Boni che divenne suo amico nella comune passione per le antichità di Venezia e dell'Italia in genere. Dopo la scoperta del Lacus Curtius nel 1903, Brown fu invitato da Boni a raggiungerlo a Roma per onorare il luogo versando una libagione di vino secondo il rito della religione romana.
Fu un poeta “uraniano” (Drift è il titolo della sua unica raccolta di poesie a tema omoerotico) e amico d'altri letterati omosessuali presenti a Venezia, come John Addington Symonds, al quale affittò un "mezzanino" a casa sua e di cui dopo la morte sarebbe stato esecutore letterario.

La sua casa alle Zattere, in Campiello Incurabili 560, divenne per decenni punto di riferimento e d'incontro della comunità anglofona di Venezia grazie ai suoi ricevimenti del lunedì. Fu per esempio a casa di Brown che  Lord Archibald Philip Primrose, duca di Rosebery (1847-1929), ex primo ministro liberale inglese, incontrò lo scrittore Frederick Rolfe, che ne rimase colpito al punto da inserirlo nel suo Il desiderio e la ricerca del tutto col nome di "Lord Hippis".

Nella stessa casa viveva con lui Antonio Salin, gondoliere, con la moglie e la famiglia.
Il suo esecutore letterario fu il grande poeta portoghese Fernando Pessoa.

## Opere
- Venetian studies, Londra, Kegan Paul, Trench & co., 1887.
- The Venetian printing press, 1469-1800: an historical study based upon documents for the most part hitherto unpublished, Londra, John Nimmo, 1891 (ristampa anastatica Amsterdam, van Heusden, 1969).
- Venice: an historical sketch of the Republic, Londra, Rivington Percival, 1895.
- Drift: verses, Londra, G. Richards, 1900.
- The Venetian Republic, Londra, R. Clay & sons, 1902.
- Bracciano, Viterbo, Toscanella, S.l., s.n., 1904.
- Studies in the history of Venice, Londra, John Murray, 1907.
- Life on the lagoons, Londra, Rivingtons, 1909.
- Dalmatia, Londra, Black, 1924.